# Tracy City
Tracy City – miasto w Stanach Zjednoczonych, w stanie Tennessee, w hrabstwie Grundy.